# Sestina
Sestina je literární forma, užívaná převážně v lyrické poezii, skládající se ze šesti slok a posledního tříveršového envoi (shrnutí, dovětku).
Pochází z provensálských trubadúrských písní, vytvořena byla Arnautem Danielem, dále byla hojně užívána v italské poezii, zejména Petrarcou. Od té doby je známa ve většině evropských a amerických literatur (Luís Vaz de Camões, Friedrich Rückert, Algernon Charles Swinburne, Rudyard Kipling, Ezra Pound, W. H. Auden, Elizabeth Bishop, Joan Brossa, John Ashbery, Seamus Heaney, Oskar Pastior…). V Polsku sestiny psali Jan Andrzej Morsztyn a Antoni Lange. 
V české literatuře tuto formu užíval zejména Jaroslav Vrchlický (napsal 29 sestin), stejně jako většinu italských básnických forem, poté ale příliš užívaná nebyla a dnes se vyskytuje sporadicky. První českou sestinu napsal Jan Erazim Vocel. Po Vrchlickém užili sestinu čeští básníci Jan Kameník a František Hrubín. 
Sestina je většinou psána jedenáctislabičným jambickým veršem (endecasylab). Skládá se ze sedmi slok, prvních šest je šestiveršových a poslední, sedmá, tříveršová. Rýmové schéma je abcdef fabcde efabcd defabc cdefab bcdefa (snadnější verze). Klasická forma sestiny však splétá verše do sebe takto: abcdef faebdc cfdabe ecbfad deacfb bdfeca (tato forma se považuje za vytříbenější). Pod pojmem rým si u sestiny nelze představit běžnou podobu slabičného echa, neboť v sestině jde vždy o rým absolutní, v sestinách se rýmuje identickým slovem (v gramatickém tvaru z první sloky). 
Sedmá sloka je tříverší, v němž jsou na koncích půlveršů zopakována všechna předešlá koncová slova. Následují v posloupnosti jako u sloky první.
Svým charakterem je sestina jakousi variací na témata šesti koncových slov. U Petrarky jsou známé i dvojité sestiny (dvanáct slok s třináctým envoi), jež k nám překládal Pavel Eisner.

## Příklad
Jaroslav Vrchlický
Sestina v srpnu

Pod starými a košatými stromy
na vlhké, husté, nesšlapané trávě
sám ležím v dumě, skrze větve v dáli
zřím do kraje, jenž v stříbrné spí mlze
tím unavený nekonečným žárem
jak dlouhým bděním unavené oko.

A slunce velké, Kyklopovo oko,
se zadívalo pevně mezi stromy,
zem, vodu, vzduch opíjíc dusným žárem,
a sotva brouk se pohne zvuče v trávě
a pouze jako stěnu v modré mlze
stát vidím lesy na obzoru v dáli.

Mdlý, znaven ležím, netoužím víc v dáli,
do srdce vlastní obrácené oko
svět jiný stopuje tam v slzí mlze;
jak jezero je duše mezi stromy,
jež opuštěné dumá v sítí, v trávě,
jen vášně zanícené těžkým žárem.

Klas trávy, stromů vrch se nehne žárem,
ni mráček sivý nezjeví se v dáli,
je dusné ticho – v písku, sítí, trávě,.
Ku spánku rádo by se přimklo oko,
však brání mu v tom velké, staré stromy,
jež korunou se zdají ztápět v mlze.

Zda v této tajemné a šeré mlze,
jež zdá se chvět a blýskat mocným žárem,
vám nová míza stoupá k srdci, stromy?
Zda života ruch rozlívá se v dáli?
Zda v účasti se dívá jakés oko
na vření vln a motýla let v trávě?

Ó, chtěl bych zhasnout jak světluška v trávě!
Ó, chtěl bych zmizet jako holub v mlze!
Chtěl na jediné bych se změnit oko
a stíhat nezmýlený zimou, žárem
ves život v blízku, hloubi, výši, dáli,
čím žijí skály, květy, býlí, stromy!

Ó, staré stromy, jak tu ležím v trávě,
sem neste z dáli bouř, jež dřímá v mlze,
taj pronikne snad oko blesků žárem!

Ze sbírky Hudba v duši, vyd. Fr. Šimáček 1886